# Rhipidure de Cockerell
Rhipidura cockerelli
Espèce
Statut de conservation UICN

 LC  : Préoccupation mineure
Le Rhipidure de Cockerell (Rhipidura cockerelli) est une espèce de passereaux de la famille des Rhipiduridae, endémique de l'archipel des Salomon.
Son nom est attribué au collectionneur australien James Frederick Cockerell (1847-1897).

## Habitat
Il habite les forêts humides tropicales et subtropicales en plaine.
Il est menacé par la perte de son habitat.

## Répartition et sous-espèces
Selon la classification de référence du Congrès ornithologique international (15.1, 2025) il se répartit en six sous-espèces :
- R. c. septentrionalis Rothschild & Hartert, 1916 — Buka, Bougainville et îles Shortland ;
- R. c. interposita Rothschild & Hartert, 1916 — Choiseul et Santa Isabel ;
- R. c. lavellae Rothschild & Hartert, 1916 — Vella Lavella et Ranongga ;
- R. c. albina Rothschild & Hartert, 1901 — Kolombangara, Arundel, Nouvelle-Géorgie, Vangunu, Rendova et Tetepare ;
- R. c. floridana Mayr, 1931 — îles Florida ;
- R. c. cockerelli (Ramsay, 1879) — Guadalcanal.